# كازوهيتو ياماموتو
كازوهيتو ياماموتو (باليابانية: 山本 一人) (28 يوليو 1973 في إيباراكي في اليابان – )؛ هو لاعب كرة قدم سابق كان يلعب كمدافع.